# Мельхіор фон Гацфельдт
Мельхіор Фрідріх Готфрід фон Ґляйхен-унд-Гацфельдт (нім. Melchior Friedrich Gottfried Graf von Gleichen und Hatzfeldt; 20 жовтня 1593 — 9 січня 1658) — військовий діяч Священної Римської імперії, учасник Тридцятирічної війни, граф.

## Життєпис
Походив з гессенського шляхетського роду Гацфельдтів. Другий син Себастьяна фон Гацфельдта і Люції фон Зіккінген. Народився 1593 року в замку Кротторф поблизу Фрізенгагена. Спочатку він готувався для духовного сану і отримав сан диякона.
Після навчання у Вюрцбурзі, з 1613 року в Понті-Мусоні та Бурже (Франція) у 1620 році вступив до лав імперської армії — полку «Альтзахсен» (Старосаксонського), отримавши від Альбрехта Валленштайна чин офіцера.
У 1631 році він успадкував графство Гляйхен. 1632 року отримав чин полковника, 1633 року — лейтенант-фельдмаршала. 1634 року брав участь в облозі Регенсбурга, де зазнав поранення. У 1635 році став фельдмаршалом. Після загибелі в 1634 році Валленштейна перебував у підпорядкуванні Матіаса Ґалласа. У 1636 році захопив місто Магдебург, але потім зазнав поразки від шведів у битві при Віттоштоківід шведського війська на чолі з Юханом Банером. У 1638 році він виграв битву при Флото, де захопив Карла Людвіга Віттельсбаха, претендента на Пфальц.
У 1640 році увійшов до колегії імперських графів Веттерау. Невдовзі спільно з Оттавіо Пікколоміні вибив шведські війська під командуванням Юхана Банера з Богемії. У 1641 року імператор Фердинанд III надав йому у володіння Трахенберг у Сілезії. Того ж року захопив місто Дорстен у Вестфалії. У 1643 році брав участь у захопленні Туттлінгена. Того ж року його призначили головнокомандувачем імперської армії, оскільки Матіас Ґаллас зазнав невдачі. У березні 1645 році зазнав поразки від шведського фельдмаршала Леннарта Торстенсона в битві біля Янкова, потрапивши у полон.
1646 року після звільнення залишив службу. Мельхіор фон Гацфельдт опікувався своїм сілезькими маєтностями. У 1657 році повернувся на імператорську службу і був призначений командувачем імперської армії у 16 тис. вояків, яку було відправлено на допомогу Яну II Казимиру, королю Речі Посполитої. Він змусив шведів залишити обложений Краків. Після цього повернувся до Сілезії, де помер кілька місяців по тому. Був похований в парафіяльному костелі в Трахенберзі. Йому спадкував брат Герман.